# قتل الغيلة
قتل الغيلة هو أن يرتكب القاتل جريمة القتل بعد خداع المقتول، كأن يستدرجه إلى موضع بعيد عن الناس ثم يقتله، وقد عبر عنه علماء القانون بـ: القتل مع سبق الإصرار والترصد ، وقد اختلف فيه الفقهاء المسلمون، هل الجاني بهذه الطريقة يُقتَل قصاصًا أو حدًّا، فأكثر الفقهاء على أنه يكون جزاؤه القتل قصاصًا، فيمكن لأولياء الدم أن يعفو عن القاتل ويأخذوا الدية، وذهب المالكية إلى أنه يقتل حدًّا، فلا يمكن لأولياء الدم العفو، لأنه حق لله تعالى لا يمكن التنازل عنه، وهذا القول اختاره ابن القيم. وأما علماء القانون فيرون أن القاتل مع سبق الإصرار والترصد عقوبته الإعدام.

## مفهوم قتل الغيلة لغة
قال ابن فارس: الغين والواو واللام أصل صحيح يدل على ختل وأخذ من حيث لا يدري، يقال: غاله يغوله؛ أخذه من حيث لم يدر. قالوا: والغول بعد المفازة؛ لأنه يغتال من مر به.
وفي الصحاح: غاله الشيء واغتاله إذا أخذه من حيث لم يدر، واغتاله قتله غيلة، والأصل الواو. والغيلة – بالكسر - الاغتيال، يقال: قتله غيلة، وهو أن يخدعه فيذهب به إلى موضع، فإذا صار إليه قتله.

## مفهوم قتل الغيلة في الإسلام
اختلف أهل الاختصاص في ضابط قتل الغيلة، هل يخص القتل عمدًا عدوانًا على مال ونحوه، أو يعم كل قتل عمد عدوان على غرة أو مع خداع بحيث يتعذر معه الخلاص.
قال الباجي: أصحابنا -أي المالكية - يوردونه - أي: قتل الغيلة - على وجهين: أحدهما القتل على وجه التحيل والخديعة، والثاني على وجه القصد الذي لا يجوز عليه الخطأ.
وقال التسولي: فأما الغيلة فهي من أنواع الحرابة، وهي أن يقتله لأخذ ماله أو زوجته أو ابنته، وكذا لو خدع كبيرا أو صغيرا فيدخله موضعا خاليا ليقلته ويأخذ ماله، أو يخادع الصبي أو غيره ليأخذ ما معه.
وقال ابن تيمية: أما إذا كان يقتل النفوس سرًّا لأخذ المال، مثل الذي يجلس في خان يكريه لأبناء السبيل، فإذا انفرد بقوم منهم قتلهم وأخذ أموالهم، أو يدعو إلى منزله من يستأجره لخياطة أو طب أو نحو ذلك فيقتله ويأخذ ماله، فهذا يسمى القتل غيلة.
فالمتحصل من كلام هؤلاء المختصين: أن منهم من خص الغيلة بالقتل خفية لأخذ المال، ومنهم من جعل الغيلة هي قتل شخص لأخذ ما معه من مال، أو زوجة أو أخت ونحو ذلك، ومنهم من توسع فيه، وجعل أي قتل فيه خديعة وتحيل أو على وجه القصد الذي لا يحتمل معه الخطأ هو الغيلة، فالاختلاف في ضابط قتل الغيلة لا أثر له بالنسبة لمن لم يفرق بين أنواع القتل العمد العدوان؛ لأن النتيجة عنده هي إيجاب القصاص، لكن من يرى التفريق بين أنواع القتل العمد العدوان، فيجعل الغيلة من قبيل الحد، ويجعل الصور الأخرى من قبيل القصاص، فهؤلاء يظهر أثر الخلاف عندهم والله أعلم.

## قتل الغيلة في القانون
هو إزهاق روح عمدًا بسبق الإصرار والترصد.، وقد جرم قانون العقوبات المصري القتل مع سبق الإصرار والترصد وحكم على من أقدم عليه بالإعدام.

### ما يوجبه قتل الغيلة من القصاص أو القتل حدًّا
اختلف المختصون من المسلمين فيما يوجبه قتل الغيلة، منهم من قال إنه يوجب القتل قصاصًا ويمكن فيه العفو، ومنهم من قال بوجوب القتل حدًّا ولا عفو فيه، ولكل فريق منهم أدلته على ما قال.

### القول الأول أن قتل الغيلة يوجب القصاص
مفاد هذا القول: أن القتل غيلة موجب للقصاص، وهذا يعني أن الأمر بيد أولياء القتيل، إن شاءوا أن يعفو فلهم ذلك، وإن شاءوا الاستيفاء فلهم ذلك، وهو قول الحنفية والشافعية والحنابلة في المشهور من مذهبهم.
قال أبو حنيفة: من قتل رجلا عمدا قتل غيلة أو غير غيلة فذلك إلى أولياء القتيل، فإن شاءوا قتلوا وإن شاءوا عفوا.
وقال الشافعي: كل من قُتل في حرابة أو صحراء أو مصر أو مكابرة أو قُتل غيلة على مال أو غيره أو قُتل نائرة، فالقصاص والعفو إلى الولي، وليس إلى السلطان من ذلك شيء.
وقال البهوتي: وقتل الغِيلة بكسر الغين المعجمة، وهي القتل على غرة وغيره ـ أي غير قتل الغيلة ـ سواء في القصاص والعفو؛ لعموم الأدلة.
وبه قال ابن حزم الظاهري.

#### أدلة القول الأول
واستدلوا بأدلة، أهمها:
1- قول الله تعالى: {يَا أَيُّهَا الَّذِينَ آمَنُوا كُتِبَ عَلَيْكُمُ الْقِصَاصُ فِي الْقَتْلَى} [سورة البقرة، آية 178]
قال ابن حزم: فعمّ تعالى كل قتل وجعل العفو في ذلك للولي.
2- قول النبي صلى الله عليه وسلم: (ومن قتل له قتيل فهو بخير النظرين إما يودى وإما يقاد). [صحيح البخاري، دار طوق النجاة، رقم الحديث (6880)]
استدل الجمهور بهذا الحديث على جواز أخذ الدية في قتل العمد ولو كان غيلة.
3-  أن عروة كتب إلى عمر بن عبد العزيز في رجل خنق صبيا على أوضاح له حتى قتله، فوجدوا الحبل في يده فاعترف بذلك، فكتب: أن ادفعه إلى أولياء الصبي، فإن شاءوا قتلوه.

### القول الثاني أن قتل الغيلة يوجب القتل حدًّا
قال أصحاب هذا القول: إن عقوبة القاتل غيلة هي القتل حدا لا قصاصًا، فلا يصح فيه العفو، وهذا هو قول المالكية والحنابلة في وجه في المذهب.
قال العدوي في شرح قول ابن أبي زيد: (وقتل الغيلة لا عفو فيه) قال: لا للمقتول ولا للأولياء ولا للسلطان، ظاهر كلامه، ولو كان المقتول كافرا، وهو كذلك في المدونة.
وممن قال به أيضًا: ابن تيمية
وقال به أيضًا ابن القيم.

#### أدلة القول الثاني
1- قوله تعالى: {إِنَّمَا جَزَاءُ الَّذِينَ يُحَارِبُونَ اللَّهَ وَرَسُولَهُ وَيَسْعَوْنَ فِي الْأَرْضِ فَسَادًا أَنْ يُقَتَّلُوا أَوْ يُصَلَّبُوا} [سورة المائدة، آية (33)]
قال ابن القاسم: وقتل الغيلة من الحرابة.
2- ما رواه أنس بن مالك: أن يهوديا رضّ رأس جارية بين حجرين، فقيل لها: من فعل بك هذا؟ أفلان؟ أفلان؟ حتى سُمّي اليهودي، فأومأت برأسها، فجيء باليهودي فاعترف، فأمر به النبي صلى الله عليه وسلم فرُضّ رأسه بالحجارة. [صحيح البخاري، دار طوق النجاة، رقم الحديث (2413)]
فقتل اليهودي دون الرجوع إلى أولياء الجارية، ولم ينتظر إذنهم بالقتل، ولم يدفعه إليهم ليقتلوه، أو يعفو عنه، فدل على أنه يقتل حدا ولا مجال للعفو فيه.
3- عن أنس بن مالك أنه قال: لما قدم رهط من عرينة وعكل على النبي صلى الله عليه وسلم اجتووا المدينة، فشكوا ذلك إلى النبي صلى الله عليه وسلم، فقال: لو خرجتم إلى إبل الصدقة فشربتم من أبوالها وألبانها. ففعلوا، فلما صحوا عمدوا إلى الرعاة فقتلوهم واستاقوا الإبل وحاربوا الله ورسوله، فبعث رسول الله صلى الله عليه وسلم في آثارهم، فأخذوا، فقطع أيديهم وأرجلهم، وسمل أعينهم، وألقاهم في الشمس حتى ماتوا. [صحيح البخاري، دار طوق النجاة، (6805)، وصحيح مسلم، دار إحياء التراث العربي، رقم الحديث (1671)]
وهذا الحديث يدل على أن قتل الغيلة يوجب قتل القاتل حدا، فلا يسقطه العفو ولا تعتبر فيه المكافأة.
4- من حيث المعنى: فإن قتل الغيلة حق لله، وكل حق تعلق به حق الله تعالى فلا عفو فيه كالزكاة وغيرها.
5- القياس: فإن القتل غيلة لما كان في الغالب عن ختل وخداع وأخذ على غرة تعذر التحفظ منه، فكان كالقتل حرابة ومكابرة في أن عقوبة كل منهما من الحدود لا القود والقصاص، وأيضا في ذلك سد لذريعة الفساد والفوضى في الدماء والقضاء على الاحتيال والخديعة وسائر طرق الاغتيال، وبذلك يخصص عموم النص في وجوب القتل قصاصا، فيحمل على ما عدا قتل الغيلة.